# Diocese de Eauze
A diocese de Eauze foi uma antiga circunscrição eclesiástica da Igreja Católica. 

## História
Situada no território do sudoeste francês desde finais do Império Romano do Ocidente, esta diocese foi incorporada na Diocese de Auch bem como a sua sede, provavelmente por motivos militares, no século IX (ano 879 ou talvez 850). A primeira menção à existência de um bispo de Eauze encontra-se no Concílio de Arles, do ano 314. A catedral é dedicada a Santo Lupércio. 
Eauze era conhecida como Elusa nos últimos séculos do Império Romano e durante os primeiros anos da Idade Média. Durante muito tempo manteve-se como a principal cidade da Novempopulânia, uma das províncias criadas pelo Imperador Diocleciano e a sua diocese compreendia todas as cividades da dita província. No Concílio de Agde, de 506, estavam presentes todos os dez bispos da diocese metropolitana: Ach, Dax, Lectoure, Cominges, Couserans, Lescar, Aire, Bazas, Tarbes e Oloron. Em 551, o bispo Aspasio convocou para Eauze um outro concílio.
Incerta é a data da incorporação à Diocese de Auch. Os factos históricos dividem-se: para alguns, a cidade sofreu danos significativos com as incursões sarracenas provenientes da Península Ibérica ente os anos 721-722; para outros, a cidade foi abandonada seguidamente às incursões normandas da segunda metade do século IX. As certezas apenas residem no facto de, a partir do século VIII não existem mais menções ao Arcebispado de Eauze. A sede suprimida foi unida a Auch, cujo bispo Airardo lhe fora atribuído o título de arcebispo em 879. 